# Brianne Theisen-Eaton
Brianne Theisen-Eaton (Saskatoon, Canadà, 18 de desembre de 1988) és una atleta canadenca, especialista en la prova d'heptatló, amb la qual ha aconseguit ser subcampiona mundial en 2015.
Es va casar a l'abril de 2013 amb l'atleta nord-americà Ashton Eaton (n. 1988), especialista en decatló.

## Carrera esportiva
Al Mundial de Pequín 2015 va guanyar la medalla de plata en heptatló, després de la britànica Jessica Ennis-Hill i per davant de la letona Laura Ikauniece-Admidiņa. També va guanyar la plata en el Mundial de Moscou 2013 en la mateixa prova, i el bronze en les Olimpíades de Rio 2016.